# تلم دهني

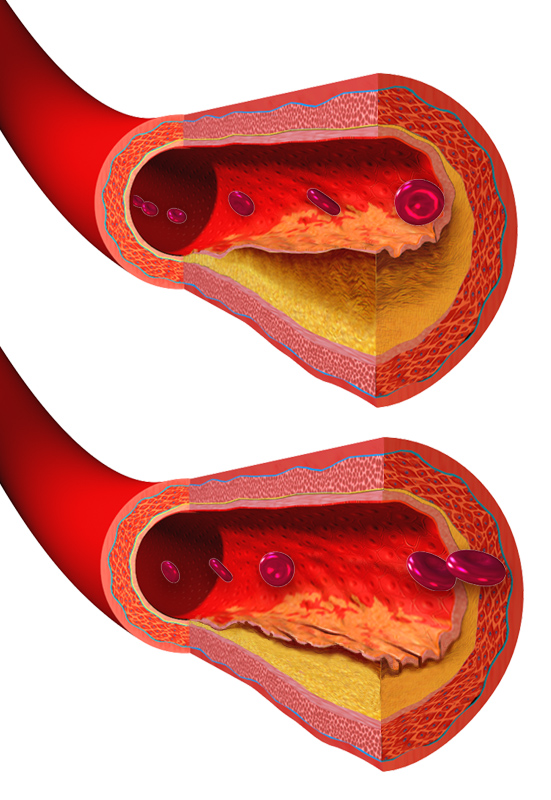

التلم الدهني (بالإنجليزية: Fatty streak)‏ أو الشرائط الدهنية أو الخطوط الدهنية وهي أول آفة واضحة للعيان وهي مرئية بالعين المجردة خلال تطور تصلب الشرايين، تظهر أنها غير منتظم اللون الأصفر والأبيض على سطح تجويف الأنبوب للشريان، وهي تتألف من مجاميع من الخلايا الرغوية، وهي عبارة عن بروتين شحمي محمل بالخلايا البلعمية،  وتقع في الطبقة الداخلية، الطبقة الأعمق من الشريان، أسفل الخلايا البطانية الغشائية في التجويف الذي يكون فيه تدفق الدم، قد تتضمن الشرائط الدهنية أيضًا الخلايا التائية والصفائح الدموية المتجمعة وخلايا العضلات الملساء، إنها آفات تُحذر وتُنذر بقدوم ورم عصدي والتي ممكن أن تتطور إلى لوحية عصدية.
يعاني جميع الأطفال الذين تزيد أعمارهم عن 10 سنوات تقريبًا في البلدان المتقدمة من ظهور خطوط دهنية، مع ظهور خطوط دهنية تاجية في مرحلة المراهقة.